# 바질 볼리
바질 볼리(프랑스어: Basile Boli, 1967년 1월 2일 ~ )는 프랑스의 전직 축구 선수로 선수 시절 포지션은 수비수였다.

## 경력
코트디부아르 아비장 출신이며 어린 시절에 프랑스로 이주했다. 1982년에 AJ 오세르에 입단하면서 AJ 오세르의 주전 수비수로 활약했고 1986년에는 프랑스 축구 국가대표팀 선수로 발탁되는 영예를 안았다. 1990년에는 올랭피크 드 마르세유로 이적했고 1990-91 시즌에서는 올랭피크 드 마르세유의 디비지옹 1(현재의 리그 1) 우승, 유러피언컵(현재의 UEFA 챔피언스리그) 준우승에 기여했다.
1992-93년 UEFA 챔피언스리그에서는 AC 밀란과의 결승전에서 결승골을 기록하면서 올랭피크 드 마르세유의 사상 첫 UEFA 챔피언스리그 우승에 기여했다. 하지만 올랭피크 드 마르세유는 1992-93 리그 1 시즌에서 일어난 승부조작, 뇌물 스캔들에 연루되면서 리그 1 우승 팀 자격을 박탈당했고 1993-94 리그 1 시즌에서는 리그 2로 강등되는 징계를 받게 된다.
1994년에는 스코틀랜드 풋볼 리그 소속 축구 클럽인 레인저스로 이적했고 1995년에는 프랑스 리그 1 소속 축구 클럽인 AS 모나코로 이적했다. 1996년부터 1997년까지 일본 J리그 소속 축구 클럽인 우라와 레드 다이아몬즈에서 뛴 것을 마지막으로 은퇴하게 된다.

## 수상

### 클럽
올랭피크 드 마르세유
- 리그 1 2회 우승 (1990-91, 1991-92)
- UEFA 챔피언스리그 1회 우승 (1992-93)

레인저스
- 스코틀랜드 풋볼 리그 프리미어 디비전 1회 우승 (1994-95)

### 개인
- 1984년 디비지옹 1 올해의 신인 선수 수상
- 1989년 에투알도르 수상